# Denheyernaxoides brevirostris
Denheyernaxoides brevirostris är en spindeldjursart som först beskrevs av Giovanni Canestrini 1885.  Denheyernaxoides brevirostris ingår i släktet Denheyernaxoides och familjen Cunaxidae. Inga underarter finns listade i Catalogue of Life.